# Малиновский, Михаил Алексеевич
Михаи́л Алексе́евич Малино́вский (1871, Симбирск — 6 мая 1921, Омск) — адвокат и политический деятель. Товарищ министра юстиции в правительстве А. В. Колчака.

## Биография
Родился в Симбирске в 1871 году. Окончил Симбирскую гимназию (1890) и юридический факультет Московского университета (1894).
После окончания университета — кандидат на должности по судебному ведомству, помощник присяжного поверенного Симбирского окружного суда, с 1899 года — присяжный поверенный округа Казанской судебной палаты. Был председателем Симбирского юридического общества. Избирался гласным Симбирской городской думы и уездного земского собрания. Был выборщиком в I, III и IV Государственные думы. В 1905 году стал членом Конституционно-демократической партии (Партии народной свободы), возглавлял её Симбирский городской комитет.
В 1917 году был помощником симбирского губернского комиссара и исполняющим обязанности губернского комиссара Временного правительства. Избран почётным гражданином Симбирска.
Участвовал в Белом движении в Сибири. С 1 ноября 1918 года — вице-директор финансово-счётного отдела, исполняющий обязанности старшего юрисконсульта министерства продовольствия в составе Временного Всероссийского правительства, затем — Российского правительства, действовавшего при Верховном правителе России А. В. Колчаке. С 24 декабря 1918 года — и. д. обер-прокурора, с 10 января 1919 — товарищ обер-прокурора первого департамента Правительствующего Сената. С 6 мая 1919 — товарищ министра юстиции, курировал законотворческую деятельность и делопроизводство. Был докладчиком в комитете по охранению законности и порядка в управлении.
В январе 1920 года был арестован в Иркутске; освобождён на поруки, но затем вновь арестован. В мае 1920 года приговорён Чрезвычайным революционным трибуналом Сибири к пожизненному заключению с применением принудительных работ. Находился в заключении в Омском доме лишения свободы, одновременно сотрудничал в советских учреждениях Омска — Сибирском продовольственном комитете, отделе юстиции Сибревкома и др. В феврале 1921 года был арестован по обвинению в причастности в деятельности военной организации Омского комитета «Сибирского крестьянского союза». Хотя установить его причастность к этому делу не удалось, он был приговорён к расстрелу Омской губернской ЧК. Расстрелян 6 мая 1921 года вместе со своим сыном, Николаем Михайловичем, работавшим заведующим подотделом учёта и распределения продработников Сибирского продовольственного комитета.